# Халкідіки
40°28′26″ пн. ш. 23°26′46″ сх. д. / 40.47389° пн. ш. 23.44611° сх. д.
Халкідіки́ (грец. Χαλκιδική) — півострів та однойменний ном на північному сході Греції, у периферії Центральна Македонія. Столиця ному — місто Поліїрос. Халкідіки — не тільки центр пляжного туризму в Греції, для тисяч православних християн світу Свята гора Афон є однією із найбільших святинь.

## Географія

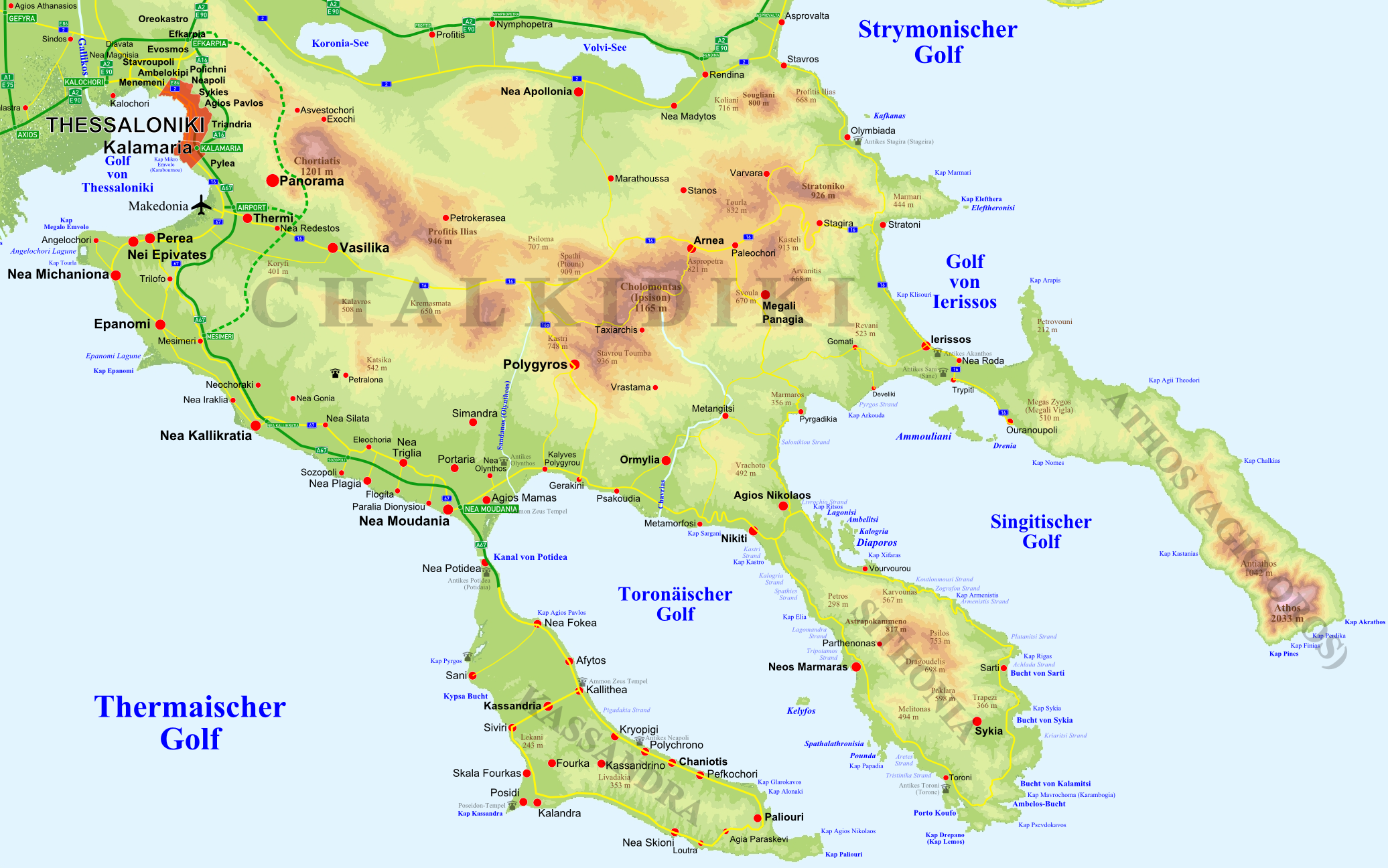
Фізична мапа Халкідіки

Півострів розташований між затоками Термаїкос і Стримонікос на заході та сході відповідно, з півночі обмежений озерами Лангада та Вольві. На півдні вдається до Егейського моря на відстань близько 120 км.
Рельєф гірський (заввишки до 2033 м — гора Афон), плоскогірний та місцями рівнинний. Щільний гірський масив у північній та центральній частині півострова складений горами Хортіатіс (1199 м) та Холомонтас (або також Іпсізонос, 1165 м). Південне узбережжя переважно рівнинне, проте рельєф знову піднімається уздовж трьох пальців — менших півостровів Кассандра, Ситонія та Айон-Орос. Багаті рослинністю (здебільшого середземноморські чагарники і гірські ліси) гори Халкідіки займають майже половину площі ному Халкідіки.
М'які схили, різноманітний береговий рельєф із бухтами та дивовижними пісковими пляжами поєднуються із м'яким, завдяки впливу моря, кліматом, характерним для більшої частини Халкідіки. Чергування пейзажу від гірських районів Хортіатіс та Холомонтас до прибережних районів та величної Святої Гори Афон (2033 м) надають місцевості неповторного колориту, через який Халкідіки вважається найкращим курортом материкової Греції.

### Географічне районування
Халкідіки займають площу 2945 км² і поділяється на чотири основні частини:
- центральна частина — власне Халкідіки;
- та півострови Кассандра;
- Сітонія;
- Айон-Орос, на якому розташована гора Афон, де в наш час діє 20 чоловічих монастирів.

Ці три менші півострови являють собою три паралельні виступи суходолу в море, у результаті між ними утворені три глибоких затоки:
- затока Кассандра (або Торонеос) — між півостровами Кассандра та Ситонія;
- затока Сінгітікос (або затока Айон Орос — Святої Гори) — між півостровами Ситонія та Айон-Орос;
- затока Аканфіос (або Ієріссос) — на схід від півострова Айон Орос.

Основні миси півострова Кассандра — Посіді (або Кассандра) та Канастрео (або Калогрі), півострова Ситонія — мис Деріс (або Дрепано), півострова Айон-Орос — миси Акрофоо, Німфео та Арапіс.

## Муніципалітети

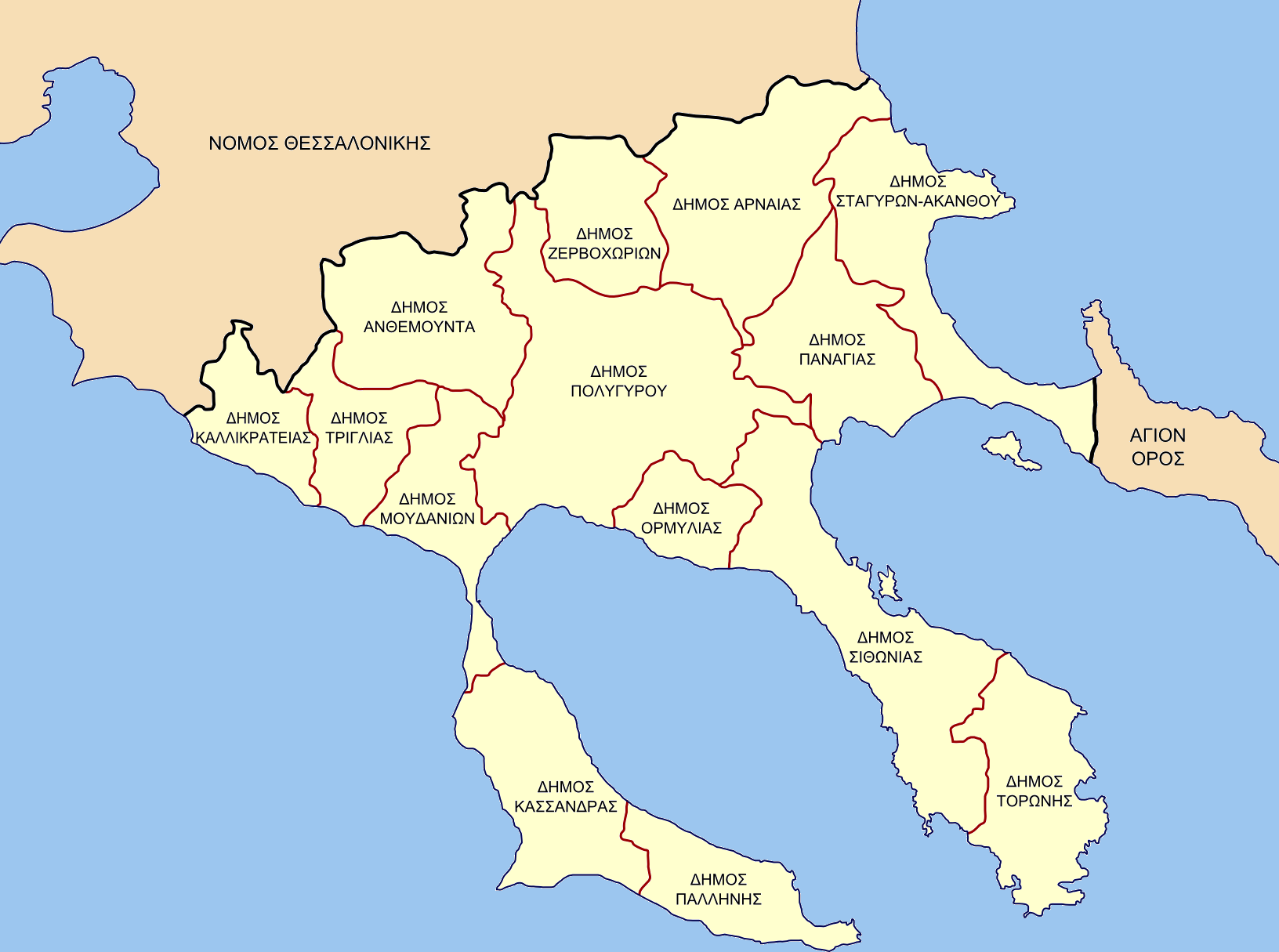
Муніципалітети ному Халкідіки

| Муніципалітет   | YPES код | Місцева влада (якщо відрізняється) | Поштовий код | Тел. код |
| --------------- | -------- | ---------------------------------- | ------------ | -------- |
| Антемунтас      | 5201     | Галатіста                          | 630 73       | 2371     |
| Арнея           | 5202     |                                    | 630 47       | 2372     |
| Каллкратія      | 5204     | Неа-Каллкратія                     | 630 80       | 2399     |
| Кассандра       | 5205     | Кассандрія                         | 630 77       | 2399     |
| Муданія         | 5206     | Неа-Муданія                        | 632 00       | 2373     |
| Ормілія         | 5207     |                                    | 630 71       | 2371     |
| Палліні         | 5208     | Ханіотіс                           | 630 85       | 2374     |
| Панагія         | 5209     | Мегалі Панагія                     | 620 76       | 2373     |
| Полігірос       | 5210     |                                    | 631 00       | 2371     |
| Сітонія         | 5211     | Нікіті                             | 630 88       | 2375     |
| Стагіра-Акантос | 5212     | Ієріссос                           | 630 72       | 2377     |
| Тороні          | 5213     | Сікія                              | 630 72       | 2375     |
| Тріглія         | 5214     | Неа-Тріглія                        | 630 79       | 2375     |
| Зервохорія      | 5203     | Палеохора                          | 630 73       | 2371     |

### Популярні курорти

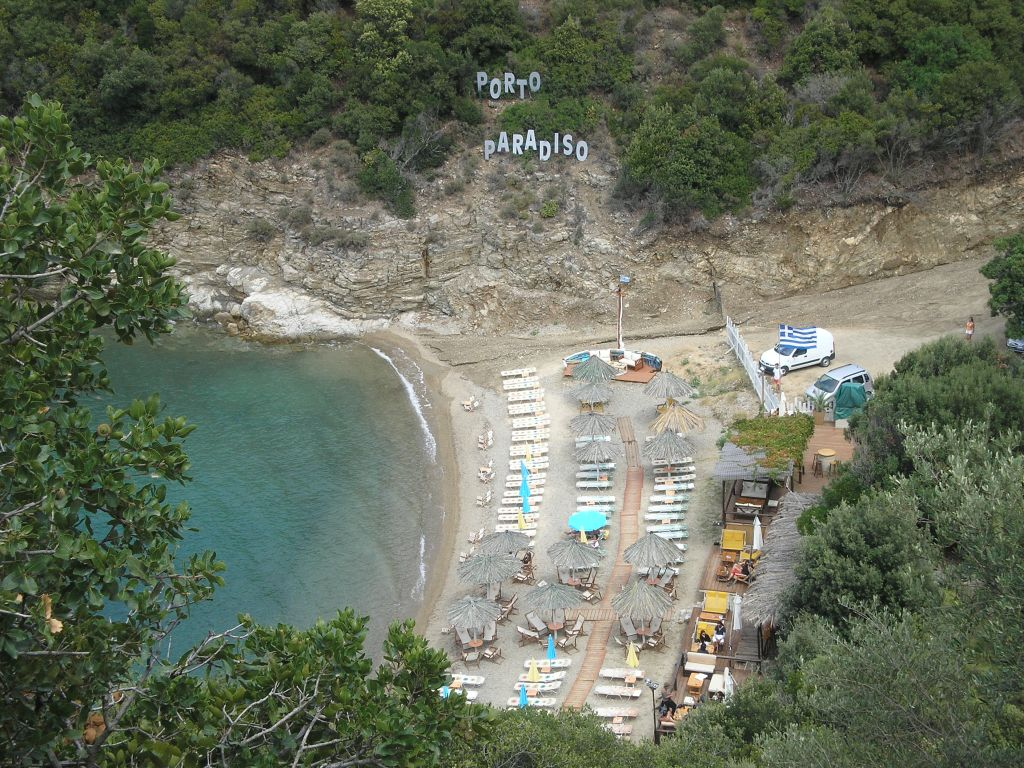
Пляж Зографу, Ситонія

| - Поліїрос (4500 ос.) — столиця ному - Неа-Муданія (4142 ос.) - Арнея (2224 ос.) - Ормілія (3397 ос.) - Галатіста (2155 ос.) - Урануполі (980 ос.) - Карієс (231 ос.) - Кассандра - Неа Триглія - Каллітея | - Неа Каллітея - Неа Фокея - Неа Скіоні - Олінфос - Вавдос - Палеохора - Олімпіада - Стратоні - Неа Мармарас - Айос-Ніколаос | - Нікіті - Сарті - Сікія - Паліурі - Афітос - Неа Потітса - Геракіні - Стратонікі - Неа Рода |

## Історія

### Міфологія
Згідно з давньогрецькими міфами область Халкідіки, особливо її західна частина, була ареною боротьби між міфічними гігантами, народженими Геєю від крапель крові пораненого Урана, колишнього повелителя світу, та олімпійськими богами на чолі із Зевсом на рівнині Флегра (давня назва півострова Палліні). Зевсу довелось довго та тяжко боротись, аби захопити владу на Олімпі. Одна з вирішальних сутечок, відома як «Битва богів», відбулась у Халкідіки і стала найважчим випробуванням для майбутнього батька усіх богів та людей.
Усі боги: Афіна, Гера, Аполлон, Гефест, Артеміда, Посейдон, Афродіта, Геката та навіть Мойри об'єднались на полі бою — на Флегрео педіо — проти гігантів, серед яких найвідважнішими були Порфірій, Алкіоней, Енгелад, Клітій, Полівот, Паллас, Ефіальт, Евріт, Іпполіт, Гратій, Атрій та Фоон. У боротьбі із гігантами Посейдон загубив свій тризуб — так за віруваннями давніх греків виник півострів Халкідіки. Також за іменем гіганта Афона своє ім'я отримала гора Афон — він хотів метнути її у богів.
Власне у Халкідіках існував один із найдавніших культів верховного бога Зевса, що підтверджується археологічними відомостями: поблизу Калітеї (півострів Кассандра) знайдено давньогрецький поганський храм, віднесений до другої половини IV ст. до н. е., присвячений Зевсу-Аммону.

### Прадавні часи
Півострів Халкідіки являв собою дуже своєрідний регіон Македонії. Оточений морем та з півночі гірськими масивами Хортіатіс та Холомонтас, півострів залишався відрізаним від основних магістралей. Відтак племена, що почали завоювання териоторії Македонії близько 2300 до н. е., не могли проникнути вглиб регіону, вони переміщувались лише на південь. Загалом усі прадавні греки, що населяли Халкідіки та Центральну Македонію іменувались фракійцями, тим самим узагальнюючи їх із мешканцями областей на схід та на північ від річки Нестос. Достовірно відомо, що на території Халкідіки, а саме на півострові Айон-Орос до 5 століття до н. е. мешкали різноманітні догрецькі племена.
Власне півострів Халкідіки, північна частина якого називалась Мігдонія, а південна — Воттікі, почав заселятись протогреками-колоністами в середині VII ст. до н. е. Причиною, яка спонукала південних греків заселити віддалені райони Халкідіки та звести там десятки міст, імовірно, став розвиток торгівлі. Крім того географічна особливість місцевості давала змогу будувати зручні та добре захищені порти. Халкідіки були багаті на деревину, яка також використовувалась для будівництва кораблів. Важливим фактором була родючість ґрунтів та поклади мінеральної сировини. Існують підтверджені дані про те, що з давніх часів у Халкідіках видобували свинець, срібло, мідь та залізо.

### Античність

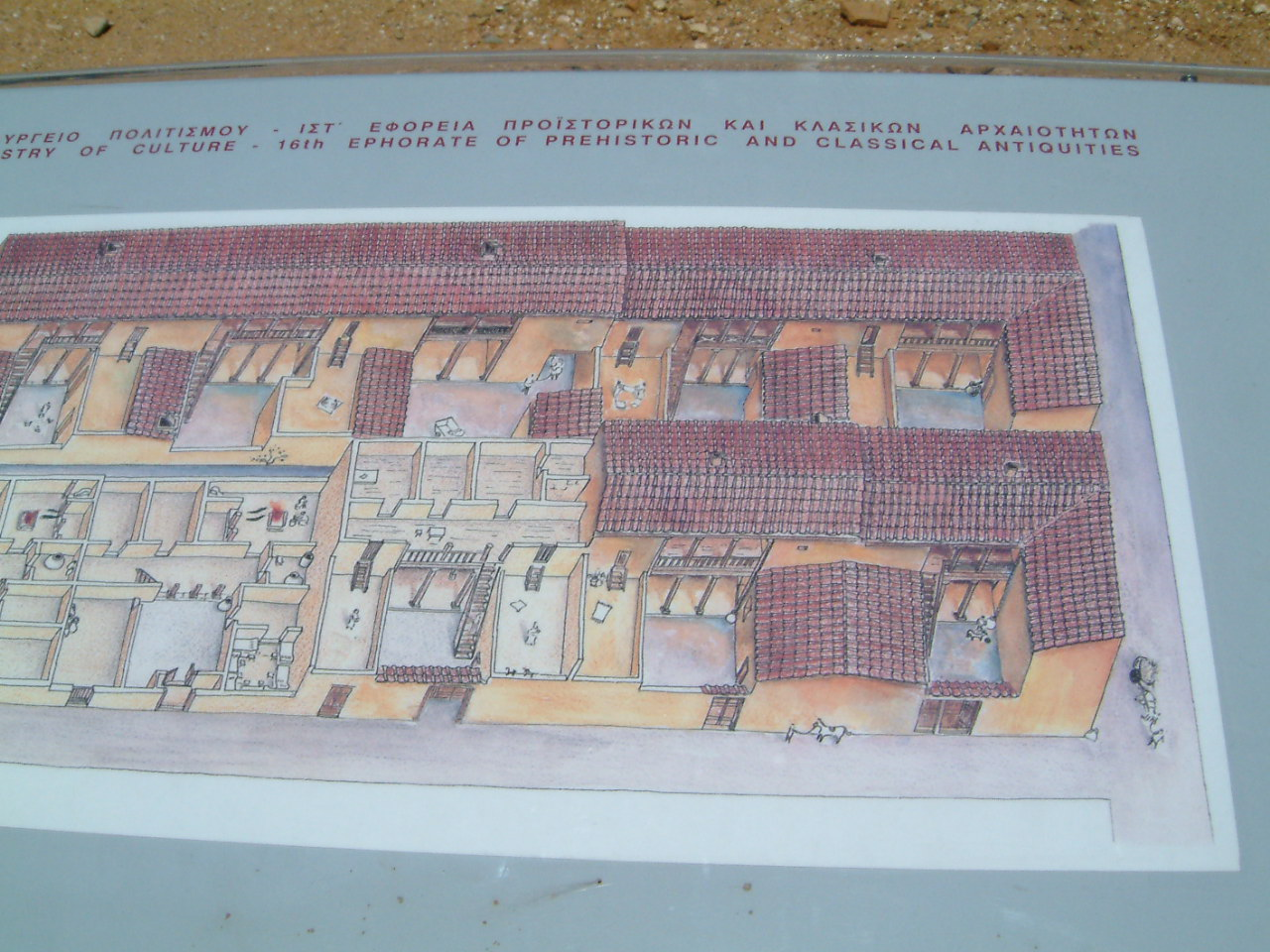
Схематичний план Іпподамової системи у м. Олінфос

Перша колонія на півострові була заснована вихідцями із могутнього давньогрецького поліса — Халкіди, від імені якої півострів отримав свою назву, меншою мірою вихідцями з Еритреї, поліса з острова Евбея. Вони побудували тут такі міста: Менді, Афітос, Неаполіс, Вергіна, Ферамві, Сані, Ассу, Пілорос, Сінгос, Сарті, Тороні, Галіпсос, Серміли та Міківерну. Пізніше Халкідіки освоювали представники й інших полісів, які звели тут поліси: Потідею — вихідці з Коринфу; Аканфос, Стагіру та Аргілос — вихідці з Андроса; Олінфос — вихідці з Халкіди спільно з афінянами.
Нарешті впродовж IV та III ст. до н. е. на півострові Халкідіки македонськими царями були започатковані та розбудовані низка міст: Кассандрія, Антигонія, Урануполіс та інші. Нові порти будувались у місцях зростання невеликих міст. Найбільш значимим містом Халкідіки був Олінфос, який розташовувався у центрі затоки Торонеос, між півостровами Кассандра та Ситонія.
Під час перської навали, а саме 479 до н. е. Олінфос був захоплений ворогом під проводом полководця Артабаза. Після відступу персів, місто заселили майже цілком вихідці із Халкіди. У той же час місто було наново відбудоване за новою системою «іпподаміо» — або системою Іпподама, за планом та кресленнями якого були також побудовані давні Пірей, Фурії тощо. Згідно з нею, Олінфос розділявся значними перспективами, які потім перпендикулярно перетинались з іншими, менш широкими. Ця схема, що вважалась найпрогресивнішою для своєї доби, дозволяла чітко окреслити житлові квартали у формі квадратів, які складались із двох комплексів по 5 споруд у кожному. Чудово облаштовані, помешкання давніх олінфців мали керамічні ванни, вмивальники та туалетні кімнати, які вже мали каналізаційну систему.
Македонський цар Пердікка II від 434 до н. е. та своєї смерті втручався у справи Халкідіки, намагаючись отримати тут прихильність, у той час як афіняни підтримували Філіппа, брата Пердікки, у його претензіях на македонський престол. Через це Пердікка підбурює поліси півострова перейти до стану лакедемонців і виступити проти Афін. Так під час Пелопоннеської війни 431—404 років до н. е. за ініціативою македонського правителя Пердікки на півострові Халкідіки була утворена федерація місцевих міст-полісів, метою якої було досягнення незалежності від Афін. Для цього Пердікка надав право усім халкідцям користування територіями Мігдонії на весь строк війни. Сама ж Пелопоннеська війна розпочалась після того, як халкідський поліс Потідея вийшла із Афінського морського союзу.
Після завершення Пелопоннеської війни афіняни були присутніми лише на піострові Кассандра, за виключенням Скієни та Менді, що перейшли на бік Спарти. Надалі впродовж всього IV ст. до н. е. Олінфос тільки примножує свою могутність та стає головним містом всього півострова. 392 до н. е. утворилась надзвичайно потужна федеральна держава, що об'єднала 32 поліси на чолі із містом Олінфос — це, так звана, Ліга Халкідців у Фракії. Проте у роки правління Македонського царя Амінта міста Аполлонія та Аканфос вийшли з Ліги, заподіявши їй тим самим значного удару. 379 до н. е. за «порадою» спартанців Ліга розпадається, однак гегемонія Олінфоса над 20-30 полісами (у різні періоди) півострова зберігалась.
Цар Македонії Пердікка III, що зійшов на престол близько 368—367 року до н. е., з метою звільнити свого брата Філіппа з полону у Фівах, надав широку допомогу беотійцям, щедро надавши їм у розрпорядження деривину для побудови флоту, який мав постати в першу чергу проти Афін. Та зрештою афінянам вдалось захопити Потідею та ізолювати Термаїкос, змусивши Пердікку вступити у перемовини. Та цим афіняни не обмежились, вони змусили македонських полководців відновити свою гегемонію у Халкідіках.

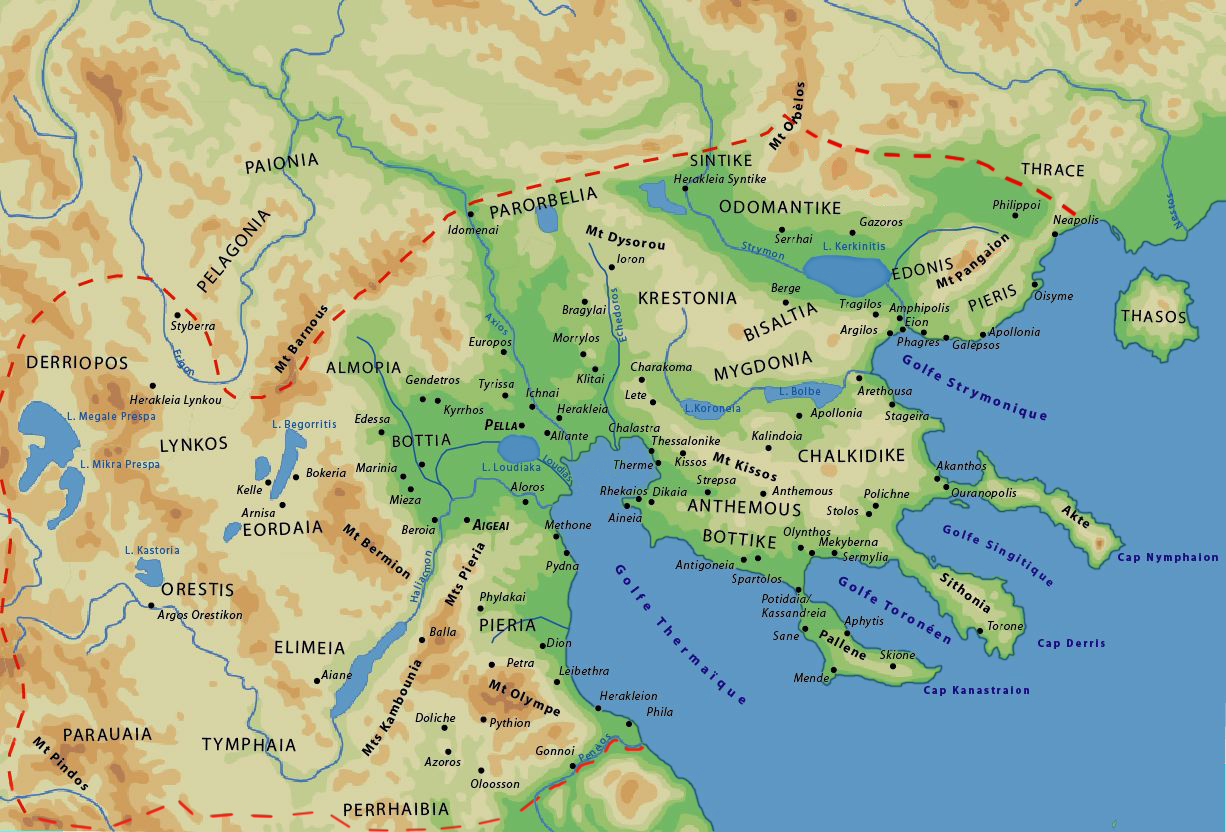
Македонське царство за Філіппа ІІ Македонського

Після того, як на македонських престол зайняв цар Філіпп ІІ, становище Північної Греції суттєво змінилось. Філіпп II Македонський доклав титанічних зусиль, аби подолати дрібні міжосібні конфлікти в Македонському царстві та знайно розширив його кордони, постійно зіштовхуючись із інтересами інших сил: Афін, Фів, Спарти та Олінфоса (Халкідіки). Проте дуже швидко Філіппові вдалось поставити під сумнів гегемонію Афін над Елладою. Забезпечивши собі безпеку та зміцнивши північні кордони держави, Філіпп почав ліквідацію центрів афінського панування у прибережних регіонах Македонії. Міста Амфіполіс, Підна, Криніди (або Філіппи), Аполлоні, Галіпсос, Імафі, Мефоні, Авдіра, Мароні та Неаполіс були приєднані ним до сильної держави. Близько 349—348 до н. е. Філіпп знищив Лігу Халкідців та повністю зруйнував її центр — Олінфос і роздав його землі своїм полководцям. Після падіння Олінфоса усі халкідські міста-поліси майже без спротиву були приєднані до Македонського царства — нової сили на тлі Еллади, що досягла апогею своєї могутності завдяки блискучим успіхам царя Філіппа ІІ Македонського — батька майбутнього, не менш великого полководця Александра III Македонського.
315 до н. е. на території колишньої Потідеї було зведено нове місто Кассандрія, назване на честь свого засновника македонського царя Кассандра, який того ж року на узбережжі затоки Термаїкос звів майбутню столицю Грецької Македонії місто Фессалоніки, нині Салоніки, давши йому ім'я на честь своєї дружини — Фессалоніки, сестри Александра Македонського. Також 315 року брат Кассандра Алексарх заснував місто Уранополіс, а полководець Антигон II Гонат близько 280 до н. е. — місто Антигонію, поблизу сучасного Неа-Каллікратія. Усі ці міста були зведені на руїнах давніх потужних полісів із метою переселення мешканців багатьох дрібних містечок у великі міста.
У період греко-римських воєн останнім грецьким оплотом, що продовжував чинити опір, залишалась Македонія. Однак після поразки останнього македонського царя Персея поблизу Підни 168 року до н. е. від римського намісника Емілія Павла та нейтралізації Андріска 148 року до н. е. уся Македонія, а з нею і Халкідіки, перейшли до Римської імперії. Відомостей про римську добу майже не дійшло, відомо лише, що міста Кассандрія та Аканфос (сучасний Ієріссос) пережили свій розквіт у цей час. 269 року на Халкідіки напали готи. До 6 століття півострів був розграбований та майже вщент зруйновані його міста після навали гунів.

### Середньовіччя
Наступні кілька століть не були насичені подіями для Халкідіки, оскільки починаючи з IX століття до нас дійшло багато свідчень та офіційних документів із півострова Айон-Орос. Головною подією, безперечно, стало створення монастирської держави Афон, особливо в економічній сфері: були частими факти надання візантійськими імператорами у користування ченцям земельних наділів, лісів та соляних розробок.
У добу панування католиків Халкідіки зазнали численних руйнацій та розбоїв. Уся місцевість обкладалась тяжкими податками. Особливо ускладнилось становище, коли 1212 року єпископство у Кассандрії перейшло під юрисдикцію латинського єпископа Варінуса (Гуаріноса). Пізніше вдовиця Боніфація I Монферратського — Маргарита Ісаак Анджело ввела ще жорстокіші порядки у Халкідіках. Справжньою катастрофою для регіону стало вторгнення ломбардців, що прийшли із Салонік, під проводом графів Умберто Б'єнтрате та Амадеуса Буффа. Ломбардці пограбували мешканців Халкідік та знищили сотні афонських монахів із єдиною метою — знайти та відібрати у них церковні скарби та гроші.
Пізніше 1307 року, в період правління візантійського імператора Андроніка ІІ, каталонці пограбували Халкідіки та зчинили страшні руйнації. Паралельно корсари та пірати нападали та грабували прибережні райони, спонукаючи місцевих жителів залишати обжиті місця й оселятись у гірських районах півострова, набагато менш придатних для утримання господарства, проте тут вони могли почуватись у відносній безпеці.
У 1364—1377 роках Халкідіки, а також Центральна та Південна Македонія, переходять у підпорядкування до сербського царя Йована Углеша, наступника царя Душана. В останні десятиліття XIV століття частина Халкідіки, за винятком району Каламарія та півострова Кассандра, була завойована турками, і лише на нетривалий період між 1402 та 1422 рр. знову поверталась Греції. Коли 1423 року Салоніки здались венеційцям, аби запобігти захопленню міста османами, панування венеційців також на деякий час поширились і на область Халкідіки, а також на Кассандру та Ієріссос, які захищали з двох головних напрямків вихід на півострів — зі сходу та заходу.
Після захоплення Македонії Османською імперією на зламі XV—XVI століть Халкідіки стають прихистком для греків з інших завойованих турками регіонів Еллади. Кілька громад тоді зібралось навколо відомих халкідських рудників, наприклад, Сидирокавсія та в районі Мандем Лаккос у Стратоніках. Поселення Мандемозорія та Хасіка економічно процвітають та користуються відносною самостійністю, перебуваючи у безпосередньому підпорядкуванні самому султану.

### Новітній період
Такий стан зберігався до 1806 року, коли Мандемохорія перейшла під владу славетного Ісмаїл-бея з міста Серрес. Мандемохорія та Хасіка являли собою особливий вид професійних поселень із центром у Арнеа. На початку XIX століття до цього своєрідного союзу, підпорядкованого безпосередньо султану, входило 12 поселень Халкідіки: Галатіста, Вавдос, Равна, Станос, Варвара, Арнеа, Новоселе, Міхалас, Ізворос, Хоруда, Ревенікіа, Ієріссос. Подібним чином були організовані селища Хасікохорія, що знаходились на південний захід від Мандемохорія. Їх було близько 15, і вони платили податки безпосередньо до скарбниці Константинополя, а для вирішення проблем місцевого значення були поставлені місцеві «векіли». Інше об'єднання існувало на півострові Кассандра, мешканці якого підкорялись турецькому воєводі з міста Валта.
Населення Халкідіки повстало проти турецького панування після прибуття на Святу гору члена таємної організації «Філікі Етерія» Еммануїла Паппаса, виходця з Серреса. На деякий час весь півострів Халкідіки та Афон зокрема були охоплені війною. 17 травня 1821 року повстали мешканці Поліїроса. Жителі вбили турецького воєводу та 14 турецьких вартових, а потім озброєні примітивною зброєю та сільськогосподарськими знаряддями, відбили спробу турецького загону приборкати повсталих. Скоро повстання охопили весь півострів, що викликало невдоволення Юсуф-бея, який панував у Салоніках. Розправа над повсталими, вчинена відомим своєю жорстокістю Ембулумбутом-пашою, який навіть залучив із цією метою численний військовий загін, була страшною. Зрештою повстанці мали відступити, натомість турки грабували та руйнували усе, що траплялось їм на шляху. Спалено селища Василіка, Карабурнус, Месимері, Галатіста. Подібна доля спіткала покинуте мешканцями місто Поліїрос. Після повернення турецького паші до Салонік у лютому 1822 року на його рахунку вже було 78 повністю спустошених та спалених населених пунктів у Халкідіках.
У цей період на рибацьких суднах на острови Егейського моря було вивезено від 5 до 6 тисяч жінок та дітей, а також ченців зі Святої гори. Кораблі тримали курс на Салоніки, проте у подорожі їх спіткала смерть. Вважається, що всього за кілька місяців 1821—1822 років було знищено понад 10 тисяч халкідців, крім того тисячі греків були насильно вивезені та продані на невільничих ринках Сходу. 1822 року на територію Халкідіки вдерся Мехмет-паша, в результаті чого було знищено ще близько 200 афонських ченців.
Подібну криваву жертву принесли мешканці Халкідіки і під час Кримської війни 1853—1856 років, коли халкідці знову повстали проти османського панування під проводом ватажка Цаміса Каратасоса. Проти повстанці знову зазанли поразки. Повстання 1878 року також не мало успіху. 7 жовтня 1912 року, всього через два дні після оголоешення Першої Балканської війни, греки-повстанці Халкідіки вигнали турецьких військових та оголосили про своє приєднання до незалежної Грецької держави. Після звільнення Салонік 26 жовтня 1912 року грецькі війська офіційно увійшли у Поліїрос під проводом Георгіоса Колокотроніса — онука ватажка Грецької війна за незалежність 1821—1829 років Теодороса Колокотроніса.
16 вересня 1960 року мешканець села Петралона Христос Сарріяннідіс знайшов у Петралонській печері череп архантропа. Група дослідників під керівництвом Аріса Пуліаноса встановила, що вік людини сягає 700 тисяч років, відтак це найдавніша доісторична людина Європи.

## Галерея

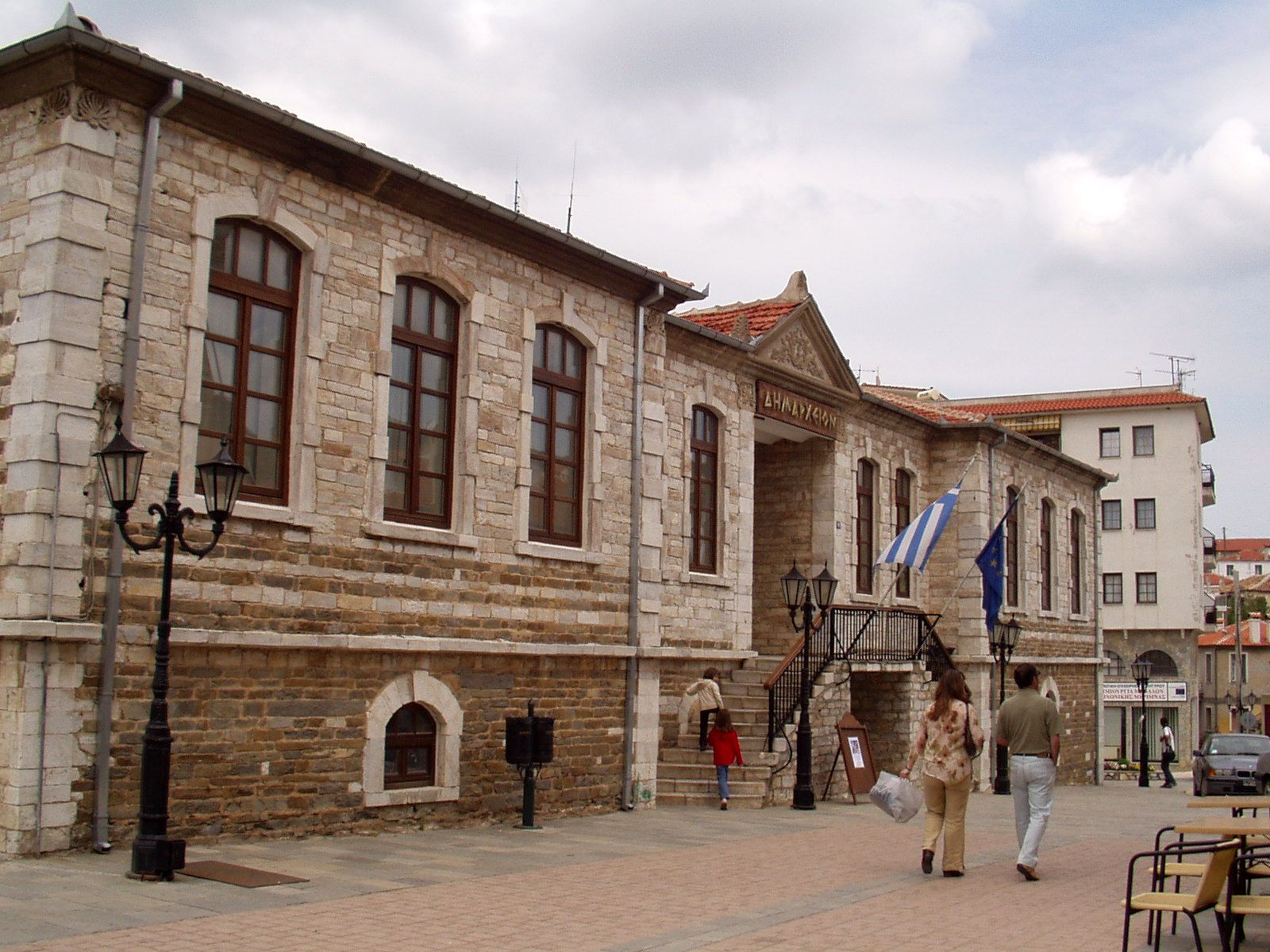
Міська ратуша, Поліїрос
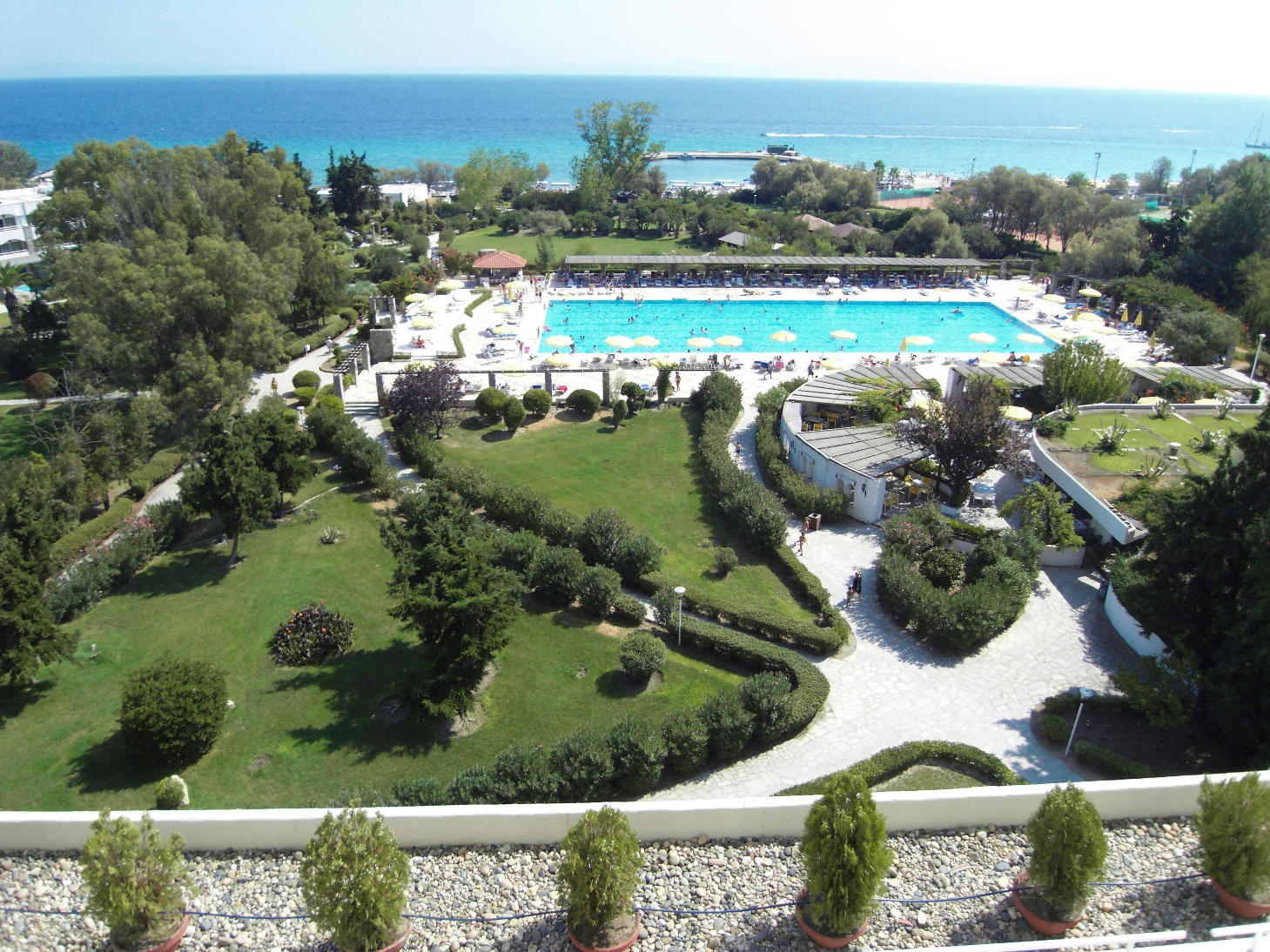
Каллітея, Кассандра
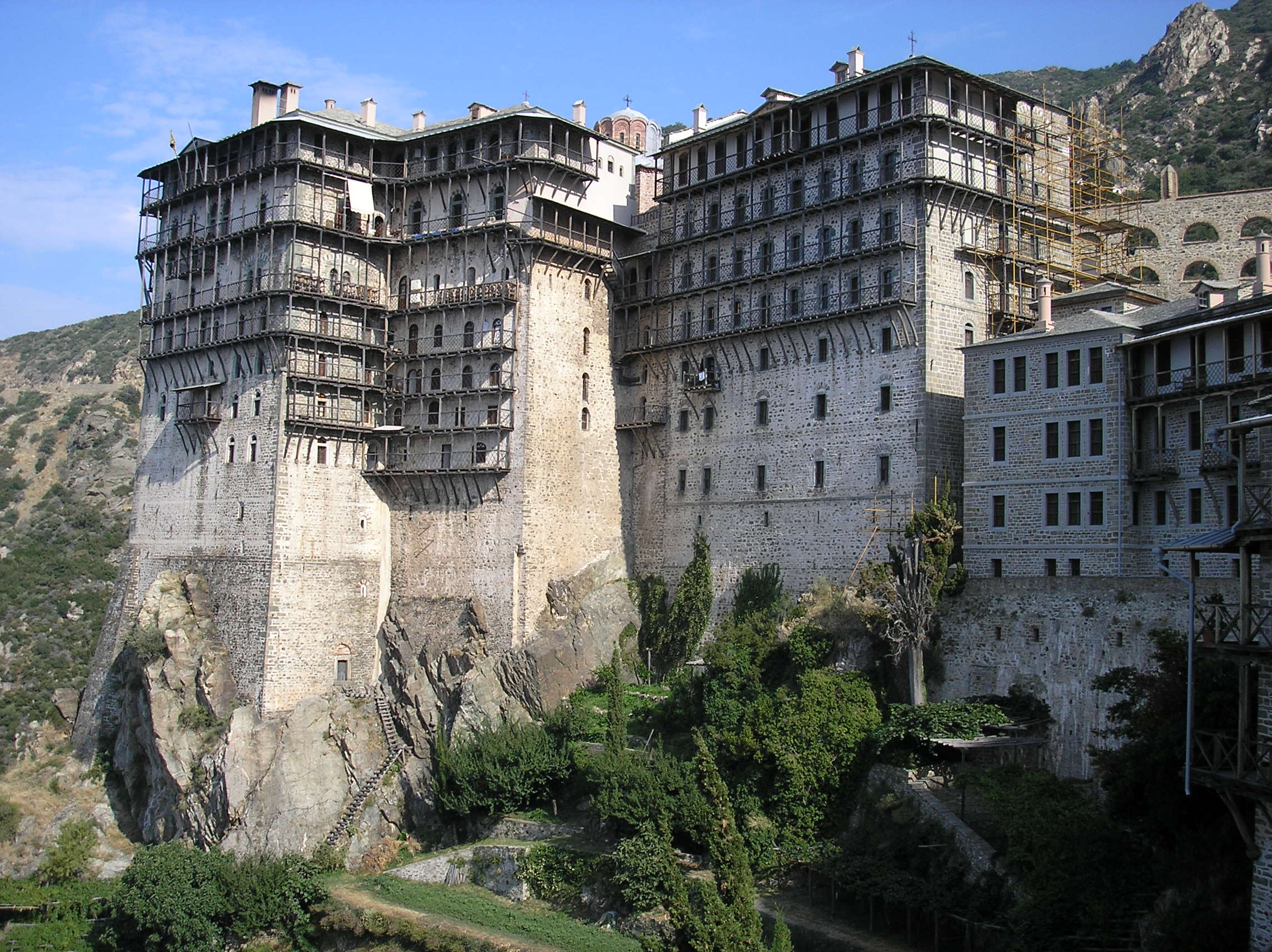
Афонський монастир Симонопетра, Айон-Орос